# Demetrio Neyra
Demetrio Neyra (15 de dezembro de 1908 — 1957) foi um futebolista peruano. Ele competiu na Copa do Mundo FIFA de 1930, sediada no Uruguai, na qual a seleção de seu país terminou na décima colocação dentre os treze participantes.